# Arne Nyberg
Arne Nyberg   (Säffle parish, 20 de juny de 1913 - Göteborg, 12 d'agost de 1970) fou un futbolista suec de les dècades de 1930 i 1940.
Fou 31 cops internacional amb la selecció sueca amb la qual participà en la Copa del Món de Futbol de 1938.
Pel que fa a clubs, defensà els colors de IFK Göteborg.